# Грејт Медоус (Њу Џерзи)
Грејт Медоус (енгл. Great Meadows) насељено је место без административног статуса у америчкој савезној држави Њу Џерзи.

## Демографија
По попису из 2010. године број становника је 303.
| Група             | 2000.    | 2010.       |
| Белци             | 0 (0,0%) | 276 (91,1%) |
| Афроамериканци    | 0 (0,0%) | 1 (0,3%)    |
| Азијати           | 0 (0,0%) | 13 (4,3%)   |
| Хиспаноамериканци | 0 (0,0%) | 13 (4,3%)   |
| Укупно            | 0        | 303         |